# François XIII de La Rochefoucauld
François XIII de La Rochefoucauld, VIII duca de La Rochefoucauld (Parigi, 8 settembre 1765 – Parigi, 17 novembre 1848), è stato un nobile, militare e politico francese.

## Biografia
Figlio primogenito di François XII de La Rochefoucauld-Liancourt e di sua moglie, Felicité de Lannion.
Ufficiale del reggimento di cavalleria di La Rochefoucauld dal 22 maggio 1787, nel 1791 venne promosso tenente colonnello dei cacciatori a cavallo.
Dopo il 10 agosto 1792 decise di emigrare all'estero, dapprima portandosi ad Amburgo e successivamente ad Altona dove, il 24 settembre 1793, sposò Marie-Francoise de Tott, figlia di François, barone de Tott, di un'antica ed illustre casata ungherese che aveva acquisito notevoli benemerenze nel corso del XVIII secolo nella lotta contro gli ottomani.
Dopo la fine della Rivoluzione francese, nel 1800 decise coi fratelli di tornare in Francia dove, prestando giuramento alla causa napoleonica, gli venne riconosciuto il titolo di conte de La Rochefoucauld e, nel 1804, divenne dapprima deputato per l'arrondissement di Clermont e successivamente, dal 2 maggio 1809, divenne senatore nelle file dei conservatori per il dipartimento de l'Oise, seggio che conservò sino al 1813.
Nel 1814 combatté nell'attuale Belgio. Il 6 maggio di quello stesso anno il nuovo sovrano francese, Luigi XVIII, gli consentì di riprendere l'antico titolo di duca d'Estissac che apparteneva alla sua famiglia da generazioni. Nel 1817 venne autorizzato a sostituire il predicato Liancourt con quello di Estissac.
Il 23 ottobre 1815 venne nominato maresciallo di campo dell'esercito francese e con questa carica comandò la I divisione militare. Presiedette quindi il collegio elettorale del dipartimento dell'Oise dal 1815 al 1816, venendo rieletto a tale carica il 4 ottobre 1816. Il 24 agosto 1820 ottenne la nomina a ufficiale dell'Ordine della Legion d'Onore.
Alla morte di suo padre il 3 maggio 1827, ottenne il titolo di duca de La Rochefoucauld e venne ammesso alla camera dei pari di Francia in sostituzione del genitore deceduto.
Prestò quindi giuramento a Luigi Filippo dopo la rivoluzione del luglio del 1830, rimanendo poi a servizio nel palazzo del Lussemburgo sino alla sua morte nel 1848. Negli ultimi anni della sua vita venne promosso commendatore della Legion d'Onore e divenne sindaco della città di Liancourt. Fu trisavolo materno del nobile romano Sigismondo Chigi Albani della Rovere, IX principe di Farnese.

## Albero genealogico
|                                                                      |                                                |                                                                  | Genitori                                                    |  |  | Nonni |  |  | Bisnonni                                      |  |  | Trisnonni                                           |  |
|                                                                      |                                                |                                                                  |                                                             |  |  |       |  |  | Charles de La Rochefoucauld, conte di Blanzac |  |  | Frédéric-Charles de La Rochefoucauld, conte di Roye |  |
|                                                                      |                                                |                                                                  |                                                             |  |  |       |  |  | Charles de La Rochefoucauld, conte di Blanzac |  |  | Frédéric-Charles de La Rochefoucauld, conte di Roye |  |
|                                                                      |                                                | Elisabeth de Durfort                                             |                                                             |  |  |       |  |  | Charles de La Rochefoucauld, conte di Blanzac |  |  |                                                     |  |
| Louis François Armand de La Rochefoucauld de Roye, I duca d'Estissac |                                                |                                                                  |                                                             |  |  |       |  |  | Charles de La Rochefoucauld, conte di Blanzac |  |  |                                                     |  |
|                                                                      |                                                | Marie-Henriette d'Aloigny                                        | Henri Louis d'Aloigny, marchese di Rochefort                |  |  |       |  |  |                                               |  |  |                                                     |  |
|                                                                      |                                                | Marie-Henriette d'Aloigny                                        | Henri Louis d'Aloigny, marchese di Rochefort                |  |  |       |  |  |                                               |  |  |                                                     |  |
|                                                                      |                                                | Marie-Henriette d'Aloigny                                        | Madeleine de Laval                                          |  |  |       |  |  |                                               |  |  |                                                     |  |
| François XII de La Rochefoucauld                                     |                                                | Marie-Henriette d'Aloigny                                        |                                                             |  |  |       |  |  |                                               |  |  |                                                     |  |
|                                                                      |                                                | Alexandre-François de La Rochefoucauld, duca de La Rochefoucauld | François VIII de La Rochefoucauld, duca de La Rochefoucauld |  |  |       |  |  |                                               |  |  |                                                     |  |
|                                                                      |                                                | Alexandre-François de La Rochefoucauld, duca de La Rochefoucauld | François VIII de La Rochefoucauld, duca de La Rochefoucauld |  |  |       |  |  |                                               |  |  |                                                     |  |
|                                                                      |                                                | Alexandre-François de La Rochefoucauld, duca de La Rochefoucauld | Madeleine Charlotte Le Tellier                              |  |  |       |  |  |                                               |  |  |                                                     |  |
| Marie de La Rochefoucauld, signora d'Aubijoux                        |                                                | Alexandre-François de La Rochefoucauld, duca de La Rochefoucauld |                                                             |  |  |       |  |  |                                               |  |  |                                                     |  |
|                                                                      |                                                | Élisabeth de Bermond du Caylar, contessa d'Aubijoux              | Jacques François de Bermond du Caylar, marchese di Toiras   |  |  |       |  |  |                                               |  |  |                                                     |  |
|                                                                      |                                                | Élisabeth de Bermond du Caylar, contessa d'Aubijoux              | Jacques François de Bermond du Caylar, marchese di Toiras   |  |  |       |  |  |                                               |  |  |                                                     |  |
|                                                                      |                                                | Élisabeth de Bermond du Caylar, contessa d'Aubijoux              | Françoise Louise de Berard, signora di Bernis               |  |  |       |  |  |                                               |  |  |                                                     |  |
| François XIII de La Rochefoucauld, IX principe di Farnese            |                                                | Élisabeth de Bermond du Caylar, contessa d'Aubijoux              |                                                             |  |  |       |  |  |                                               |  |  |                                                     |  |
|                                                                      | Anne Bretagne de Lannion, barone di Malestroit | Pierre de Lannion, barone d'Aradon                               |                                                             |  |  |       |  |  |                                               |  |  |                                                     |  |
|                                                                      | Anne Bretagne de Lannion, barone di Malestroit | Pierre de Lannion, barone d'Aradon                               |                                                             |  |  |       |  |  |                                               |  |  |                                                     |  |
|                                                                      | Anne Bretagne de Lannion, barone di Malestroit | Marie Eschallard                                                 |                                                             |  |  |       |  |  |                                               |  |  |                                                     |  |
| Hyacinthe Gaëtan de Lannion, barone di Malestroit                    | Anne Bretagne de Lannion, barone di Malestroit |                                                                  |                                                             |  |  |       |  |  |                                               |  |  |                                                     |  |
|                                                                      |                                                | Gaëtane de Mornay                                                | Gaston Jean Baptiste de Mornay, conte di Montchevreuil      |  |  |       |  |  |                                               |  |  |                                                     |  |
|                                                                      |                                                | Gaëtane de Mornay                                                | Gaston Jean Baptiste de Mornay, conte di Montchevreuil      |  |  |       |  |  |                                               |  |  |                                                     |  |
|                                                                      |                                                | Gaëtane de Mornay                                                | Peronnelle Barrin de Boisgeffroy                            |  |  |       |  |  |                                               |  |  |                                                     |  |
| Felicité de Lannion                                                  |                                                | Gaëtane de Mornay                                                |                                                             |  |  |       |  |  |                                               |  |  |                                                     |  |
|                                                                      |                                                | Philippe de Clermont-Tonnerre, conte                             | François-Joseph de Clermont-Tonnerre, conte                 |  |  |       |  |  |                                               |  |  |                                                     |  |
|                                                                      |                                                | Philippe de Clermont-Tonnerre, conte                             | François-Joseph de Clermont-Tonnerre, conte                 |  |  |       |  |  |                                               |  |  |                                                     |  |
|                                                                      |                                                | Philippe de Clermont-Tonnerre, conte                             | Marie de Hanyvel                                            |  |  |       |  |  |                                               |  |  |                                                     |  |
| Marie-Charlotte de Clermont-Tonnerre                                 |                                                | Philippe de Clermont-Tonnerre, conte                             |                                                             |  |  |       |  |  |                                               |  |  |                                                     |  |
|                                                                      |                                                | Geneviève Armande de La Rochefoucauld                            | Charles de La Rochefoucauld, conte di Blanzac               |  |  |       |  |  |                                               |  |  |                                                     |  |
|                                                                      |                                                | Geneviève Armande de La Rochefoucauld                            | Charles de La Rochefoucauld, conte di Blanzac               |  |  |       |  |  |                                               |  |  |                                                     |  |
|                                                                      |                                                | Geneviève Armande de La Rochefoucauld                            | Marie-Henriette d'Aloigny                                   |  |  |       |  |  |                                               |  |  |                                                     |  |
|                                                                      |                                                | Geneviève Armande de La Rochefoucauld                            |                                                             |  |  |       |  |  |                                               |  |  |                                                     |  |